# Siegfried Gohr

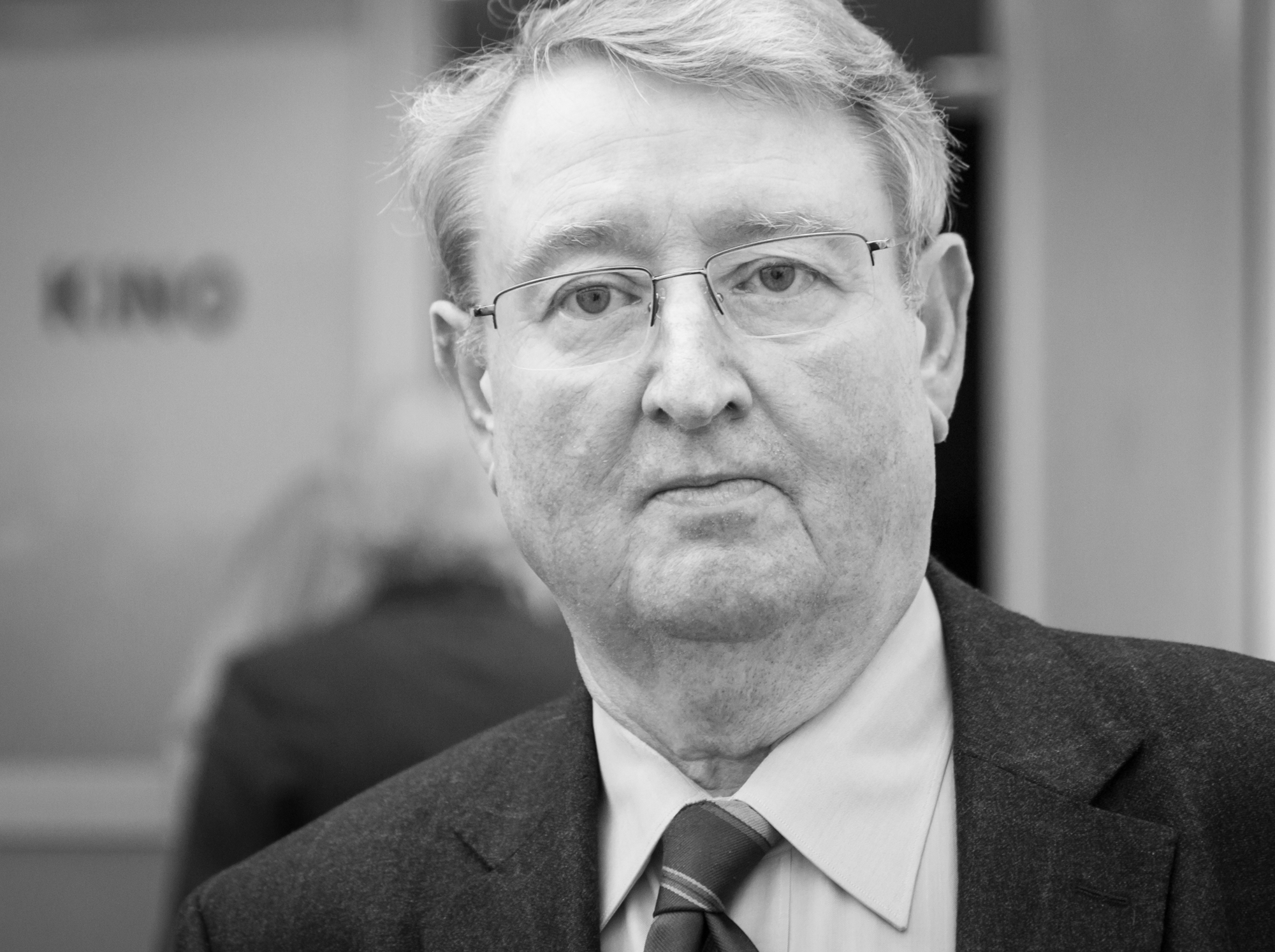
Siegfried Gohr 2016

Siegfried Gohr (* 24. Februar 1949 in Aachen) ist ein deutscher Kunsthistoriker, Kurator und freier Publizist.

## Leben
Gohr studierte Kunstgeschichte, Archäologie und Philosophie in Köln und Tübingen. 1974 wurde er promoviert und übernahm ein wissenschaftliches Volontariat am Wallraf-Richartz-Museum in Köln.
1978 bis 1985 war er Direktor der Kölner Kunsthalle, danach bis 1991 Direktor des Museum Ludwig in Köln. Neben seiner kuratorischen Tätigkeit war er dort insbesondere verantwortlich für die Ergänzung der Sammlung mit einem Schwerpunkt auf der europäischen Avantgarde nach dem Zweiten Weltkrieg. Von 1993 bis 2004 war er Professor für Kunstwissenschaft und Mediengeschichte an der Hochschule für Gestaltung in Karlsruhe. Anschließend war er von 2006 bis zu seiner Emeritierung am 31. Juli 2014 Professor für Kunstgeschichte an der Kunstakademie Düsseldorf.

## Kuratorische Tätigkeit
Gohr kuratierte monographische und thematische Ausstellungen zur Kunst des 20. Jahrhunderts. Darunter zu Themen wie etwa: Expressionistische Skulptur, Europa/Amerika, Bilderstreit, einer Retrospektive zur Kunst seit 1960, und vielen Künstlern wie zum Beispiel Fernand Léger, Paul Klee, Max Beckmann, Pablo Picasso, Marcel Duchamp, Willem de Kooning, Jasper Johns, Roy Lichtenstein, Georges Rouault, Georg Baselitz, Markus Lüpertz, A. R. Penck, Antonius Höckelmann und Sigmar Polke. Er zeichnete mitverantwortlich für die Auswahl der Werke zu der Ausstellung 60 Jahre – 60 Werke: Kunst aus der Bundesrepublik Deutschland von 1949 bis 2009 im Martin-Gropius-Bau Berlin.

## Publikationen
Veröffentlichung von mehr als 300 Texten zur Museumssituation, zur modernen und zeitgenössischen Kunst sowie zum Selbstverständnis des Künstlers in der Moderne. Monographien über Pablo Picasso, René Magritte und Markus Lüpertz. Werkverzeichnisse zu Ernst Wilhelm Nay, Max Beckmann und Jörg Immendorff.